# Mã Tự Luân
Mã Tự Luân (giản thể: 马叙伦; phồn thể: 马叙倫; Wade–Giles: Ma Hsü-lun, 27 tháng 4 năm 1885 - 4 tháng 5 năm 1970), tên chữ là Di Sơ (tiếng Trung: 彝初), là một chính trị gia, nhà hoạt động chính trị và ngôn ngữ học. Ông là một trong những người đồng sáng lập của Hội xúc tiến dân chủ Trung Quốc.

## Thuở nhỏ
Mã Tự Luân là một thành viên ban đầu của Trung Quốc Đồng minh Hội. Ông cũng tham gia Nam Xã được thành lập bởi Liễu Á Tử. Năm 1913, ông thành lập Nhật báo Cộng hòa cùng với Chương Bính Lân, và trở thành tổng biên tập của tờ báo. Năm 1913, ông trở thành giáo sư tại Đại học Bắc Kinh. Trong Phong trào Ngũ Tứ, ông được bầu làm chủ tịch của Liên minh Trung học và Cao đẳng Bắc Kinh. Năm 1921, ông được bổ nhiệm làm giám đốc sở giáo dục tỉnh Chiết Giang. Sau khi cải cách chính phủ Bắc Dương, ông trở về Bắc Kinh và trở thành Thứ trưởng Bộ Giáo dục hai lần. Ông gia nhập Trung Quốc Quốc dân Đảng vào năm 1923. Sau vụ thảm sát ngày 18 tháng 3, ông bị truy nã vì phản đối Đoàn Kỳ Thụy, và chạy trốn sang Chiết Giang. Ở đó, ông gọi là tỉnh trưởng để hỗ trợ Bắc phạt chống lại Tôn Truyền Phương, và bị truy nã một lần nữa. Sau khi Trung Quốc Quốc dân Đảng chiếm được Chiết Giang, ông trở thành giám đốc của các vấn đề dân sự của Chiết Giang. Ông trở lại vị trí Thứ trưởng Bộ Giáo dục năm 1928.
Sau sự kiện Phụng Thiên, ông thành lập Hiệp hội Cứu quốc Nhân dân Hoa Bắc (华北 民众 救国 联合会), và Hội Văn hóa cứu quốc Bắc Bình (北平 文化界 救国 会). Năm 1936, ông đã thuyết phục quân phiệt Tứ Xuyên Lưu Tương tránh một cuộc nội chiến và ủng hộ cuộc chiến chống lại Nhật Bản. Sau sự kiện Lư Câu Kiều, ông chuyển tới Thượng Hải và viết sách.

## Sau chiến tranh thế giới thứ hai
Năm 1945, Mã Tự Luân đồng sáng lập Hội xúc tiến dân chủ Trung Quốc cùng với Hứa Quảng Bình, Chu Kiến Nhân và Triệu Phác Sơ. Vào ngày 5 tháng 5 năm 1946, 52 tổ chức thành lập Hiệp hội Đoàn thể Nhân dân Thượng Hải (上海 人民 团体 联合会), và ông trở thành ủy viên của ủy ban thường trực. Từ năm 1945 đến 1947, ông cũng xuất bản hơn 100 bài bình luận chính trị trên báo như Văn Hối.
Cuối năm 1947, ông đến Hồng Kông với sự giúp đỡ của Đảng Cộng sản Trung Quốc. Tại Hồng Kông, ông lên tiếng ủng hộ cho Ngày lao động Slogan, hình thành cơ sở của hệ thống tương lai về hợp tác đa đảng và tham vấn chính trị do Đảng Cộng sản Trung Quốc dẫn đầu. Không lâu sau đó, ông đến các vùng kiểm soát của Đảng Cộng sản, và ủng hộ tuyên bố tháng 1 năm 1949 của Mao Trạch Đông về tình hình của Trung Quốc. Vào tháng 6 và tháng 9, ông đã tham dự Hội nghị trù bị Hội nghị Hiệp thương Chính trị Nhân dân Trung Quốc và Hội nghị toàn thể khoá 1 Hội nghị Hiệp thương Chính trị Nhân dân Trung Quốc, và chịu trách nhiệm lựa chọn quốc kỳ, quốc huy và quốc ca của Cộng hòa Nhân dân Trung Hoa.
Sau khi thành lập Cộng hòa Nhân dân Trung Hoa, ông trở thành Bộ trưởng Bộ Giáo dục năm 1949 và Bộ trưởng Bộ Giáo dục Đại học năm 1952. Trong nhiệm kỳ của mình, ông đã đẩy mạnh cải cách giáo dục đại học có ảnh hưởng cao năm 1952, đã hủy bỏ quyền tự chủ của trường với một hệ thống gần gũi hơn với giáo dục Liên Xô, tạo ra một số trường cao đẳng chuyên ngành. Ông cũng là Phó Chủ tịch Ủy ban Toàn quốc Hội nghị Hiệp thương Chính trị Nhân dân Trung Quốc khóa IV, và là một học giả của Viện Khoa học Trung Quốc, Khoa Triết học và Khoa học Xã hội.

## Tác phẩm
Mã Tự Luân là một chuyên gia về ngôn ngữ học ngôn ngữ Trung Quốc, đặc biệt là về ngữ pháp học và ngữ âm học lịch sử. Tác phẩm đáng chú ý nhất của ông là cuốn Sơ chứng lục thư Giải tự thuyết văn dài 2,4 triệu ký tự. Các công trình khác bao gồm Lục thư Giải lệ, Trang Tử nghĩa chứng và Lão Tủ giáo hỗ. Ông cũng là một nhà thư pháp với phong cách khải thư độc đáo.